# Castels
Castels (okzitanisch Castèls) ist ein Ort und eine Commune déléguée südwestfranzösische Gemeinde Castels et Bézenac mit zuletzt 653 Einwohnern (Stand 1. Januar 2017) in der alten Kulturlandschaft des Périgord im Département Dordogne in der Region Nouvelle-Aquitaine.

## Lage
Castels liegt auf dem Nordufer der Vézère in einer Höhe von ca. 90 m ü. d. M. etwa 19 Kilometer (Fahrtstrecke) westlich von Sarlat-la-Canéda.

## Bevölkerungsentwicklung der ehemaligen Gemeinde
| Jahr      | 1968 | 1975 | 1982 | 1990 | 1999 | 2006 | 2012 | 2017 |
| Einwohner | 449  | 416  | 385  | 402  | 445  | 529  | 638  | 653  |

In der ersten Hälfte des 19. Jahrhunderts stieg die Einwohnerzahl des Ortes von zunächst etwa 550 auf annähernd 850 an. Die Reblauskrise im Weinbau und der Verlust von Arbeitsplätzen durch die Mechanisierung der Landwirtschaft haben seitdem zu einem kontinuierlichen Bevölkerungsrückgang geführt, dem erst in den letzten Jahrzehnten wieder ein leichter Anstieg folgte.

## Wirtschaft
Bis in die heutige Zeit spielt die Landwirtschaft die größte Rolle im Wirtschaftsleben der Gemeinde: Der ehemals auch hier betriebene Weinbau ist jedoch nach der Reblauskrise gänzlich aufgegeben worden; Tabak und Mais sind ebenfalls auf dem Rückzug – stattdessen dominieren Felder und Weiden, aber auch Walnuss-, Eßkastanien- und Obstbäume die Region. Auch Gänseleberpastete und Trüffel zählen zu den regionalen Spezialitäten. Einige leerstehende Häuser werden als Ferienwohnungen (gîtes) vermietet.

## Geschichte
Im Mittelalter gehörte der Ort zeitweise zur Abtei von Saint-Cyprien; später übernahmen die Burgherren von Beynac die Grundherrschaft (seigneurie).
Die Gemeinde Castels wurde am 1. Januar 2017 mit Bézenac zur neuen Gemeinde Castels et Bézenac zusammengeschlossen.

## Sehenswürdigkeiten

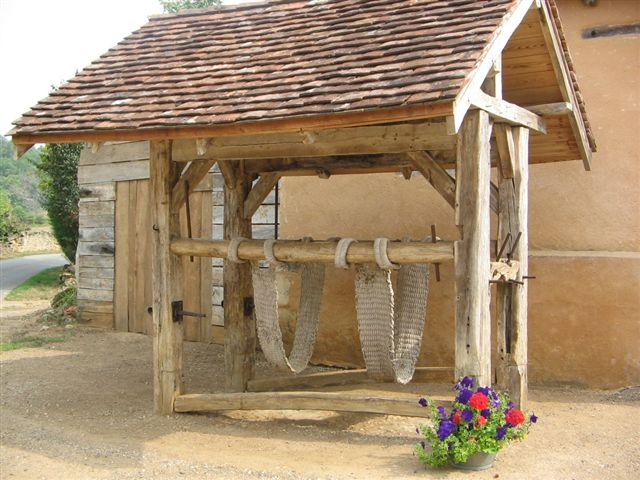
Klauenstand (travail) im Weiler Baran

- Die Église Saint-Clair du Vieux-Castel ist ein einschiffiger romanischer Bau des 13. Jahrhunderts. Sie steht inmitten des alten Friedhofs, der aber immer noch genutzt wird, obwohl das alte Dorf bereits seit geraumer Zeit verschwunden ist. Der äußerlich schmucklose Bau hat einen Vierungsturm und ein leicht aus der Wandflucht hervortretendes Archivoltenportal auf der Nordseite. Das Innere der – außen polygonal gestalteten – Apsis verfügt über Blendarkadendekor und einige spätromanische Kapitelle. Das Kirchengebäude wurde im Jahr 1965 als Monument historique[1] anerkannt.
- Die turmlose romanische ehemalige Prioratskirche Saint-Martin im nahezu verlassenen Weiler Redon-Espic (44° 52′ 25″ N, 1° 6′ 21″ O) ist in den Jahren nach 2000 umfassend restauriert worden. Die Kirche befindet sich heute inmitten eines Wäldchens und ist seit dem Jahr 1999 als Monument historique[2] eingestuft.
- Das Château d’Argentonesse ist ein Bau des ausgehenden 19. Jahrhunderts, der heute als Hotel genutzt wird.
- Neben einer ehemaligen Schmiede im Weiler Baran steht ein gut restaurierter hölzerner Klauenstand (travail), der bis ins 20. Jahrhundert hinein zur Hufpflege von Arbeitspferden und -ochsen genutzt wurde.